# Casa de Olivares

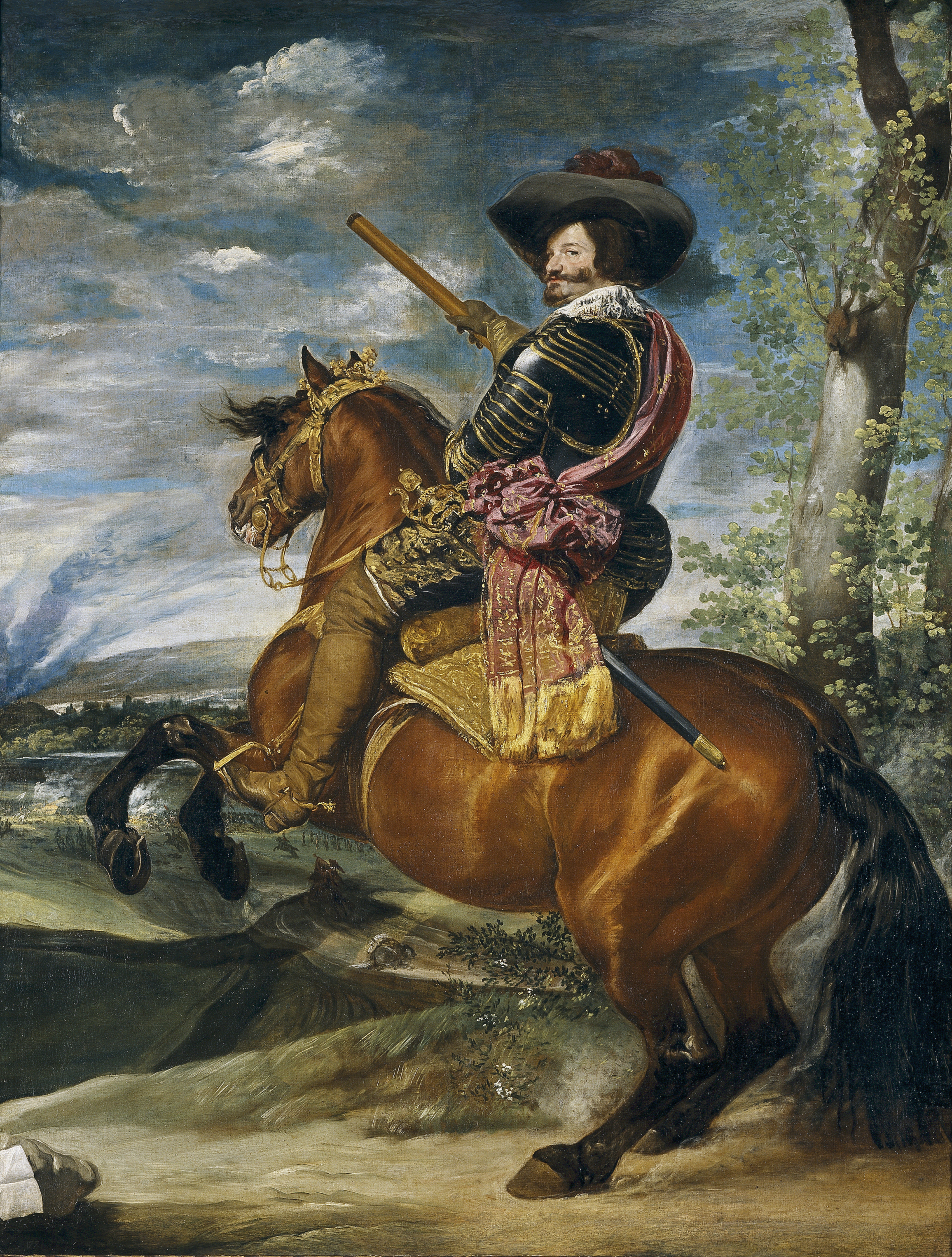
El conde-duque de Olivares, retratado por Velázquez.

La casa de Olivares es una casa nobiliaria española originaria de la Corona de Castilla, cuyo nombre procede del condado de Olivares. La casa tuvo su origen en una rama secundaria de la casa de Medina Sidonia, desvinculada de la principal a principios del siglo XVI. Sus señoríos jurisdiccionales eran Olivares, Heliche, Albaida del Aljarafe, Camas, Castilleja de Guzmán, Castilleja de la Cuesta, Salteras y Tomares. Su miembro más destacado fue Gaspar de Guzmán y Pimentel, conocido comúnmente como "conde-duque de Olivares", valido del rey Felipe IV de España.
En Olivares se conserva el palacio del Conde-Duque del mismo título, que hoy en día es la sede del ayuntamiento del municipio, y en Loeches, se conserva la portada de su palacio. A la muerte del conde-duque sus propiedades se dividieron entre su hija legítima y su hijo ilegítimo, recibiendo la primera el mayorazgo de la casa de Olivares mientras que el segundo recibió los señoríos y títulos que el conde-duque obtuvo en vida, conocidos como casa de Sanlúcar la Mayor, que más tarde pasó a los condes de Altamira. Posteriormente la casa de Olivares se incorporó a la casa del Carpio y luego a la casa de Alba, por el casamiento de Catalina de Haro y Guzmán, v duquesa de Olivares, con Francisco de Toledo y Silva, x duque de Alba de Tormes en 1688.

## Condado de Olivares
El condado de Olivares es el título nobiliario español que el rey Carlos I concedió en 1539 a Pedro Pérez de Guzmán y Zúñiga, hijo del iii duque de Medina-Sidonia y contador mayor del rey. Su nombre se refiere al municipio andaluz de Olivares, en la provincia de Sevilla. El condado de Olivares es el título principal de la Casa de Olivares.

## Condes de Olivares
- Pedro de Guzmán y Zúñiga, i conde de Olivares
- Enrique de Guzmán y Ribera, ii conde de Olivares
- Gaspar de Guzmán y Pimentel, iii conde de Olivares, a quien Felipe IV concedió la Grandeza de España en 1621.

## Condes-duques de Olivares
El iii conde de Olivares empezó a llamarse conde-duque de Olivares desde que se le concedió el ducado de Sanlúcar en 1625. A su muerte, el título de conde de Olivares fue desglosado del de duque de Sanlúcar. Por Real Orden de 1882 se declaró que el condado de Olivares se entiende con la denominación de condado-ducado de Olivares.
- Gaspar de Guzmán, iii conde de Olivares, i conde-Duque de Olivares
- Enrique Felípez de Guzmán, marqués de Mairena
- Gaspar Felipe de Guzmán y Fernández de Velasco, iii marqués de Eliche
- Luis Méndez de Haro Sotomayor y Guzmán, i duque de Montoro
- Gaspar Méndez de Haro y Fernández de Córdoba, vii marqués del Carpio
- Catalina Méndez de Haro y Guzmán, viii marquesa del Carpio
- María Teresa Álvarez de Toledo y Haro, xi duquesa de Alba de Tormes
- Fernando de Silva y Álvarez de Toledo, xii duque de Alba de Tormes
- María del Pilar Teresa Cayetana de Silva y Álvarez de Toledo, xiii duquesa de Alba de Tormes
- Carlos Miguel Fitz-James Stuart y Silva, x conde-duque de Olivares, xiv duque de Alba de Tormes
- Jacobo Fitz-James Stuart y Ventimiglia, xi conde-duque de Olivares, xv duque de Alba de Tormes
- Carlos María Fitz-James Stuart y Palafox, xvi duque de Alba de Tormes
- Jacobo Fitz-James Stuart y Falcó, xvii duque de Alba de Tormes
- Cayetana Fitz-James Stuart, xviii duquesa de Alba de Tormes
- Carlos Fitz-James Stuart y Martínez de Irujo, xix duque de Alba de Tormes

## Otros títulos
- Marquesado de Eliche